# Amtsgericht Schildberg
Das Amtsgericht Schildberg war ein preußisches Amtsgericht mit Sitz in Schildberg (Provinz Posen).

## Geschichte
Das königlich preußische Amtsgericht Schildberg wurde mit Wirkung zum 1. Oktober 1879 als eines von acht Amtsgerichten im Bezirk des Landgerichtes Ostrowo im Bezirk des Oberlandesgerichtes Posen gebildet. Der Sitz des Gerichtes war  Schildberg. Sein Gerichtsbezirk umfasste aus dem Kreis Schildberg die Stadtbezirke Grabow, Migstadt und Schildberg, die Polizeidistrikte Grabow und Migstadt und die Gemeindebezirke Bierzow, Borek mit Schildberg, Rojów und Sflarka-Wyslniowska und die Gutsbezirke Rojow und Sflarka aus dem Polizeidistrikt Kobylagora. Am Gericht bestanden 1880 drei Richterstellen. Das Amtsgericht war damit ein mittelgroßes Amtsgericht im Landgerichtsbezirk. Gerichtstage wurden in Grabow und Mixstadt gehalten. Der Amtsgerichtsbezirk kam aufgrund des Versailler Vertrages 1919 zu Polen, und das Amtsgericht stellte seine Arbeit ein. An seine Stelle trat das polnische Sąd Powiatowy w Ostrzeszowie. Im Jahre 1939 wurde Polen deutsch besetzt. Im Rahmen der Neuorganisation der Gerichte in Ostdeutschland und im ehemaligen Polen wurden das Amtsgericht Schildberg neu gebildet und erneut dem Landgericht Ostrowo zugeordnet.
Im Jahre 1945 wurde der Amtsgerichtsbezirk unter polnische Verwaltung gestellt, und die deutschen Einwohner wurden vertrieben. Damit endete auch die Geschichte des Amtsgerichtes Schildberg. Unter polnischer Verwaltung entstand das Sąd Rejonowy w Ostrzeszowie (1950–1975: Sąd Powiatowy w Ostrzeszowie).